# Porsche Cayenne (Typ 92A)
Der Porsche Cayenne (Typ 92A, unternehmensintern E2) ist ein Modell der Automobilmarke Porsche und der Nachfolger des Porsche Cayenne (Typ 9PA). Er wurde auf dem Genfer Auto-Salon 2010 vorgestellt. Die Markteinführung war am 8. Mai 2010 bei einem Einstiegspreis von rund 60.000 Euro für das Basismodell.

## Unterschiede zum Vorgänger

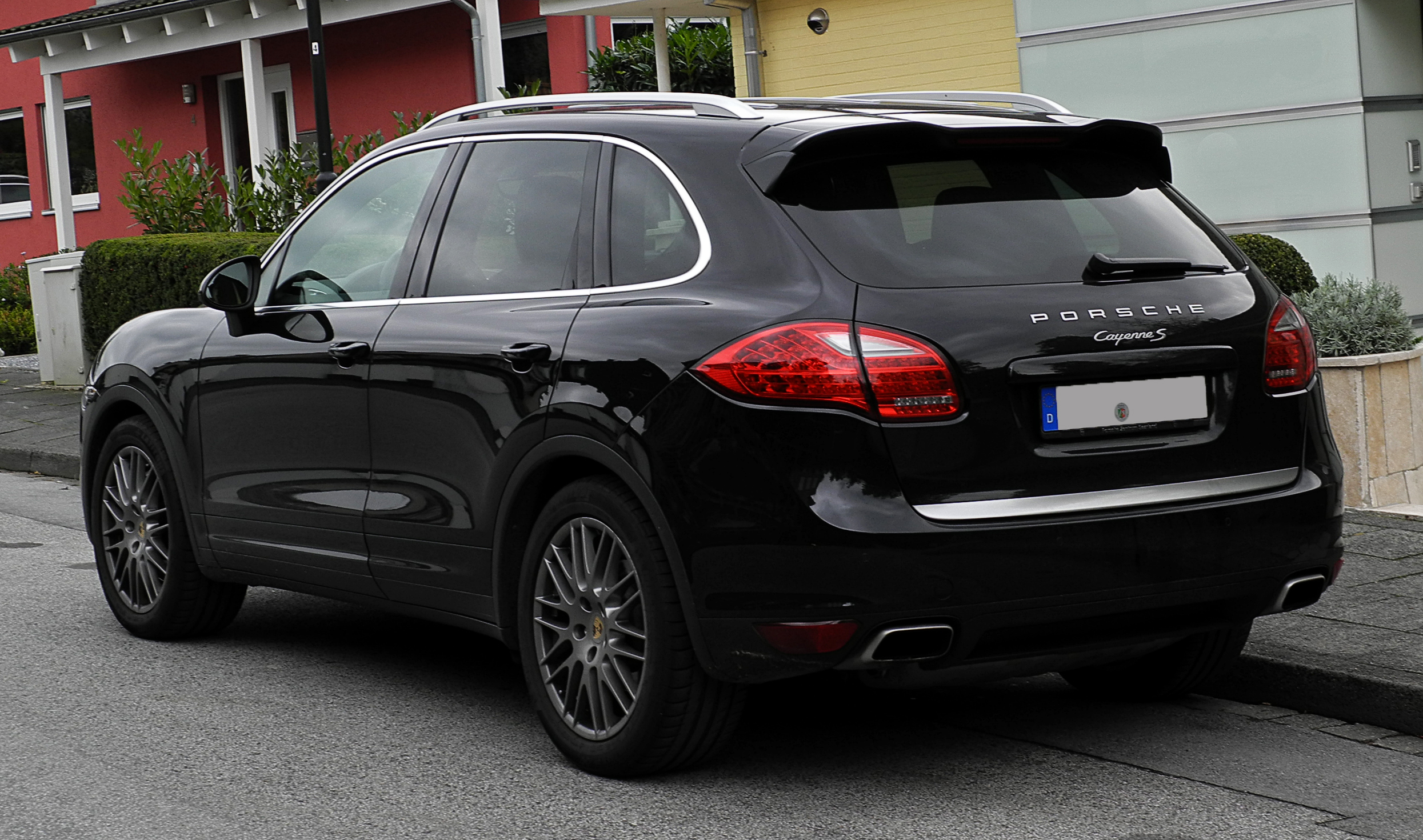
Heckansicht

Die Kühlluftöffnungen vorne sind kleiner als die des Vorgängers und die Scheinwerfer erinnern an die des Panamera. Auch die Gestaltung des Innenraumes greift Elemente des Panamera auf. Zudem ist das Fahrzeug um fünf Zentimeter länger als sein Vorgänger und der Radstand wuchs um vier Zentimeter.
Das Fahrzeug ist 40 bis 90 Kilogramm leichter als sein Vorgänger. Die Gewichtsersparnis ergibt sich aus der Umgestaltung von Fahrwerk, Türen und Kabelbaum und durch den Wegfall des schweren Verteilergetriebes mit dynamischer Längssperre und Geländeuntersetzung. Bei den Varianten mit Ottomotor, außer dem Hybrid, und dem Cayenne S Diesel kommt nun stattdessen eine aktiv geregelte Lamellenkupplung, ein sogenanntes Hang-On-Getriebe zum Einsatz. In anderen Varianten wird ein Torsen-Mittendifferenzial (ungeregelt und mechanisch selbstsperrend) verwendet. Der Cayenne wiegt nun 2065 Kilogramm. Die Luftfederung mit variabler Dämpfung (Porsche Active Suspension Management – PASM) und die Wankstabilisierung PDCC wurden eingeführt.
Zusätzlich zum Porsche-Werk Leipzig wurde die zweite Cayenne-Generation ab 2015 auch bei Volkswagen Osnabrück endmontiert.

## Antrieb
Die Motorenpalette entspricht in weiten Teilen der des Schwestermodells VW Touareg II, wobei Porsche noch bis vor Kurzem auf den V8-TDI verzichtete und dafür einen V8-Ottomotor als stärkste Motorisierung anbot. Die meisten Motoren gab es schon seit 2007 beim Vorgänger, sie sind aber wegen ihres geringeren Gewichts sparsamer.
Angeboten werden ein 3,6-l-VR6-Ottomotor von Volkswagen im Modell Cayenne, ein V6-3,0-TDI-Dieselmotor von Audi im Modell Cayenne Diesel, ein V8-Ottomotor im Modell Cayenne S sowie ein V8-Ottomotor im Modell Cayenne Turbo. Neu hinzugekommen ist ein Hybridantrieb für den Cayenne S Hybrid. Der TDI, der Hybridantrieb und auch die beiden V8-Ottomotoren werden auch für den Porsche Panamera angeboten.
Der Hybrid hat einen 34 kW (46 PS) starken Elektromotor und einen 3,0-l-V6-Ottomotor mit Direkteinspritzung und Kompressoraufladung von Audi. Er leistet maximal 245 kW (333 PS). Das maximale Drehmoment beträgt 580 Nm und liegt ab einer Drehzahl von 1000/min an. Der Elektromotor kann das Fahrzeug bis zu einer Geschwindigkeit von 60 km/h unabhängig vom Ottomotor bewegen, der sich im Stand und im Schubbetrieb abschaltet. Laut Porsche liegt der Verbrauch bei 8,2 Liter pro 100 Kilometer. Der CO2-Ausstoß beträgt 193 g/km.
Bei allen Versionen ist die Kraftübertragung eine Achtstufen-Automatik Tiptronic S von Aisin Seiki. Zudem ist eine Start-Stopp-Automatik verfügbar. Ein speziell angepasstes Thermomanagement für Motor- und Getriebekühlkreislauf sowie eine Bremsenergierückgewinnung reduzieren den Verbrauch.
Die Kraftübertragung erfolgt durch das Porsche Traction Management, das bei den meisten Modellen aus einem Allradantrieb besteht, der mittels einer geregelten Lamellenkupplung eine dynamische und variable Kraftverteilung ermöglicht. Die Varianten Cayenne Diesel und Cayenne Hybrid verfügen über einen Allrad mit selbstsperrendem Mittendifferential. Für Fahrzeuge mit geregeltem Allrad ist zusätzlich noch eine geregelte Hinterachsdifferentialsperre über die Ausstattung PTV+ (Porsche Torque Vectoring) bestellbar. PTV+ gehört beim Cayenne Turbo S zur Serienausstattung.

## Technische Daten

### Ottomotoren
|                                             | Cayenne                                              | Cayenne                          | Cayenne S                        | Cayenne S                        | Cayenne S Hybrid                 | Cayenne S E-Hybrid               | Cayenne GTS                      | Cayenne GTS                      | Cayenne GTS                      | Cayenne Turbo                    | Cayenne Turbo                    | Cayenne Turbo S                  | Cayenne Turbo S                  |
| ------------------------------------------- | ---------------------------------------------------- | -------------------------------- | -------------------------------- | -------------------------------- | -------------------------------- | -------------------------------- | -------------------------------- | -------------------------------- | -------------------------------- | -------------------------------- | -------------------------------- | -------------------------------- | -------------------------------- |
| Bauzeitraum                                 | 07/2010–01/2015                                      | 02/2015–04/2016                  | 05/2010–09/2014                  | 10/2014–08/2017                  | 06/2010–09/2014                  | 10/2014–12/2017                  | 05/2010–03/2012                  | 04/2012–01/2015                  | 02/2015–08/2017                  | 05/2010–09/2014                  | 10/2014–08/2017                  | 02/2013–01/2015                  | 02/2015–08/2017                  |
| Motortyp                                    | VR6-Ottomotor                                        | VR6-Ottomotor                    | V8-Ottomotor                     | V6-Ottomotor                     | V6-Ottohybrid                    | V6-Ottohybrid                    | V8-Ottomotor                     | V8-Ottomotor                     | V6-Ottomotor                     | V8-Ottomotor                     | V8-Ottomotor                     | V8-Ottomotor                     | V8-Ottomotor                     |
| Gemischaufbereitung                         | Direkteinspritzung                                   | Direkteinspritzung               | Direkteinspritzung               | Direkteinspritzung               | Direkteinspritzung               | Direkteinspritzung               | Direkteinspritzung               | Direkteinspritzung               | Direkteinspritzung               | Direkteinspritzung               | Direkteinspritzung               | Direkteinspritzung               | Direkteinspritzung               |
| Aufladung                                   | —                                                    | —                                | —                                | Biturbo                          | Kompressor                       | Kompressor                       | —                                | —                                | Biturbo                          | Biturbo                          | Biturbo                          | Biturbo                          | Biturbo                          |
| Hubraum                                     | 3598 cm³                                             | 3598 cm³                         | 4806 cm³                         | 3604 cm³                         | 2995 cm³                         | 2995 cm³                         | 4806 cm³                         | 4806 cm³                         | 3604 cm³                         | 4806 cm³                         | 4806 cm³                         | 4806 cm³                         | 4806 cm³                         |
| Leistung                                    | 220 kW (300 PS) bei 6300/min                         | 220 kW (300 PS) bei 6300/min     | 294 kW (400 PS) bei 6500/min     | 309 kW (420 PS) bei 6000/min     | 279 kW (380 PS) bei 5500/min     | 306 kW (416 PS) bei 5500/min     | 298 kW (405 PS) bei 6500/min     | 309 kW (420 PS) bei 6500/min     | 324 kW (440 PS) bei 6000/min     | 368 kW (500 PS) bei 6000/min     | 382 kW (520 PS) bei 6000/min     | 405 kW (550 PS) bei 6000/min     | 419 kW (570 PS) bei 6000/min     |
| Drehmoment                                  | 400 Nm bei 3000/min                                  | 400 Nm bei 3000/min              | 500 Nm bei 3500/min              | 550 Nm 1350–4500/min             | 580 Nm bei 1000/min              | 590 Nm bei 1250–4000/min         | 500 Nm 3500/min                  | 515 Nm bei 3500/min              | 600 Nm bei 1600–5000/min         | 700 Nm bei 2250–4500/min         | 750 Nm bei 2250–4000/min         | 750 Nm bei 2250–4500/min         | 800 Nm bei 2500–4000/min         |
| Getriebe, serienmäßig                       | 6-Gang-Schaltgetriebe                                | Achtstufen-Automatik Tiptronic S | Achtstufen-Automatik Tiptronic S | Achtstufen-Automatik Tiptronic S | Achtstufen-Automatik Tiptronic S | Achtstufen-Automatik Tiptronic S | Achtstufen-Automatik Tiptronic S | Achtstufen-Automatik Tiptronic S | Achtstufen-Automatik Tiptronic S | Achtstufen-Automatik Tiptronic S | Achtstufen-Automatik Tiptronic S | Achtstufen-Automatik Tiptronic S | Achtstufen-Automatik Tiptronic S |
| Getriebe, optional                          | Achtstufen-Automatik Tiptronic S                     | —                                | —                                | —                                | —                                | —                                | —                                | —                                | —                                | —                                | —                                | —                                | —                                |
| Antrieb                                     | Allradantrieb                                        | Allradantrieb                    | Allradantrieb                    | Allradantrieb                    | Allradantrieb                    | Allradantrieb                    | Allradantrieb                    | Allradantrieb                    | Allradantrieb                    | Allradantrieb                    | Allradantrieb                    | Allradantrieb                    | Allradantrieb                    |
| 0–100 km/h                                  | 7,5 s (Schaltgetriebe) 7,8 s (Tiptronic)             | 7,7 s [ 7,6 s ] 1                | 5,9 s                            | 5,5 s [ 5,4 s ] 1                | 6,5 s                            | 5,9 s                            | 5,7 s                            | 5,7 s                            | 5,2 s [ 5,1 s ] 1                | 4,7 s                            | 4,5 s [ 4,4 s ] 1                | 4,5 s                            | 4,1 s                            |
| Vmax                                        | 230 km/h                                             | 230 km/h                         | 258 km/h                         | 259 km/h                         | 242 km/h                         | 243 km/h                         | 261 km/h                         | 261 km/h                         | 262 km/h                         | 278 km/h                         | 279 km/h                         | 283 km/h                         | 284 km/h                         |
| Kraftstoffverbrauch auf 100 km (kombiniert) | 11,2 l (Schaltgetriebe) 9,9 l (Tiptronic) Super Plus | 9,2 l Super Plus                 | 10,5 l Super Plus                | 9,8–9,5 l Super Plus             | 8,2 l Super                      | 3,4 l Super                      | 10,7 l Super Plus                | 10,7 l Super Plus                | 10,0–9,8 l Super Plus            | 11,5 l Super Plus                | 11,5–11,2 l Super Plus           | 11,5 l Super Plus                | 11,5 l Super Plus                |
| CO2-Emissionen (kombiniert)                 | 263 g/km (Schaltgetriebe) 236 g/km (Tiptronic)       | 215 g/km                         | 245 g/km                         | 229–223 g/km                     | 193 g/km                         | 79 g/km                          | 251 g/km                         | 251 g/km                         | 234–228 g/km                     | 270 g/km                         | 267–261 g/km                     | 270 g/km                         | 267 g/km                         |
| Abgasnorm                                   | Euro 5                                               | Euro 5                           | Euro 5                           | Euro 6                           | Euro 5                           | Euro 6                           | Euro 5                           | Euro 6                           | Euro 5                           | Euro 5                           | Euro 6                           | Euro 5                           | Euro 6                           |

### Dieselmotoren
|                                             | Cayenne Diesel                                    | Cayenne Diesel                   | Cayenne S Diesel                 | Cayenne S Diesel                 |
| ------------------------------------------- | ------------------------------------------------- | -------------------------------- | -------------------------------- | -------------------------------- |
| Bauzeitraum                                 | 05/2010–05/2011 05/2011–05/2015                   | 05/2015–05/2018                  | 05/2012–05/2014                  | 05/2014–05/2018                  |
| Motorbaureihe                               | CAS (059E) CRCA                                   | CVVA                             | CUDB                             | CUDC                             |
| Motortyp                                    | V6-Dieselmotor*                                   | V6-Dieselmotor*                  | V8-Dieselmotor                   | V8-Dieselmotor                   |
| Gemischaufbereitung                         | Common-Rail-Direkteinspritzung                    | Common-Rail-Direkteinspritzung   | Common-Rail-Direkteinspritzung   | Common-Rail-Direkteinspritzung   |
| Aufladung                                   | Turbolader                                        | Turbolader                       | Turbolader                       | Turbolader                       |
| Hubraum                                     | 2967 cm³                                          | 2967 cm³                         | 4134 cm³                         | 4134 cm³                         |
| Leistung                                    | 176 kW (239 PS) bei 3800–4400/min 180 kW (245 PS) | 193 kW (262 PS) bei 4000/min     | 281 kW (382 PS) bei 3750/min     | 283 kW (385 PS) bei 3750/min     |
| Drehmoment                                  | 550 Nm bei 1750–2750/min                          | 580 Nm bei 1750–2500/min         | 850 Nm bei 2000–2750/min         | 850 Nm bei 2000–2750/min         |
| Getriebe, serienmäßig                       | Achtstufen-Automatik Tiptronic S                  | Achtstufen-Automatik Tiptronic S | Achtstufen-Automatik Tiptronic S | Achtstufen-Automatik Tiptronic S |
| Antrieb                                     | Allradantrieb                                     | Allradantrieb                    | Allradantrieb                    | Allradantrieb                    |
| 0–100 km/h                                  | 7,6 s                                             | 7,3 s [ 7,2 s ] 1                | 5,7 s                            | 5,4 s [ 5,3 s ] 1                |
| Vmax                                        | 220 km/h                                          | 221 km/h                         | 252 km/h                         | 252 km/h                         |
| Kraftstoffverbrauch auf 100 km (kombiniert) | 7,4 l Diesel                                      | 6,8–6,6 l Diesel                 | 8,3 l Diesel                     | 8,0 l Diesel                     |
| CO2-Emissionen (kombiniert)                 | 195 g/km                                          | 179–173 g/km                     | 218 g/km                         | 209 g/km                         |
| Abgasnorm                                   | Euro 5                                            | Euro 6*                          | Euro 5                           | Euro 5 / Euro 6 (seit 03/2016)   |

## Produktionszahlen Cayenne
Gesamtproduktion Fahrzeuge von 2010 bis 2017
| Jahr | 2010 | 2011 | 2012   | 2013   | 2014   | 2015   | 2016   | 2017   | Summe |
| ---- | ---- | ---- | ------ | ------ | ------ | ------ | ------ | ------ | ----- |
|      |      |      | 36.664 | 81.916 | 66.005 | 79.700 | 71.693 | 59.068 |       |

## Kofferraum
Das Kofferraumvolumen ist gegenüber dem Vorgänger um 120 auf 670 Liter gestiegen. Bei umgeklappter Sitzbank beträgt es 1780 Liter.

## Sicherheit
Es gibt mehrere optionale Fahrerassistenzsysteme. Der Spurwechselassistent warnt den Fahrer beim Spurwechsel vor sich nähernden Fahrzeugen. Es gibt auch einen Abstandsregeltempomat. Das sogenannte Porsche Dynamic Light System in Verbindung mit Bi-Xenon-Scheinwerfern ist dafür zuständig, auch bei dunkler Umgebung gute Sichtverhältnisse zu schaffen.

## Ausstattung
Zur Ausstattung gehört unter anderem ein Bordcomputer mit Navigationssystem. Zusammen mit einer Heckkamera dient er als Einparkhilfe. Des Weiteren sind zwei Soundsysteme erhältlich. Ein weiteres Ausstattungsmerkmal ist ein Panoramadachsystem.
Außenlackierungen
Neben drei aufpreisfreien Unilacken gibt es eine Reihe verschiedener optionaler Metalliclackierungen.
Serie:
| schwarz (seit 2010) | weiß (seit 2010) | sandweiß (2010–2012) |

Metallic:
| tiefschwarz (seit 2010) | rotbraun (seit 2010) | klassiksilber (seit 2010) | umbra (seit 2010) | jetgrün (seit 2010) |
| meteorgrau (seit 2010)  | mahagoni (seit 2013) | dunkelblau (seit 2010)    |                   |                     |

Metallic-Sonderfarbe:
| amethyst (2010–2012) | sandgelb (2010–2012) | karminrot (seit 2012) | peridot (2012) |

Die Peridotmetalliclackierung ist ausschließlich beim Cayenne GTS verfügbar.

## Modellpflege im Herbst 2014
Im Oktober 2014 wurde der Cayenne einer Modellpflege unterzogen. An der Optik änderten sich die Front, die vorderen Kotflügel, die Motorhaube, die Rücklichter und die Heckschürze. Hinzu kamen das Tagfahrlicht in 4-Punkt-Optik für alle Modelle und eine serienmäßige LED-Scheinwerferanlage im Cayenne Turbo. Im Innenraum ist nun für alle Modelle das Sportlenkrad aus dem Porsche 918 Spyder und Porsche Macan serienmäßig verbaut. An der Motorenpalette gab es weitere Änderungen. So befindet sich im Cayenne S statt des bisherigen Achtzylinders nun ein doppelt aufgeladener 3,6-Liter-V6 mit 309 kW (420 PS). Im Cayenne S E-Hybrid arbeitet nun ein Plug-in-Hybrid mit einem 70-kW-Elektro- und V6-Benzinkompressormotor (245 kW/333 PS). Seit dieser Modellpflege verfügt auch der Cayenne serienmäßig über die 8-Stufen-Tiptronic S.